# Борма
Борма — село в Елховском районе Самарской области. Входит в состав сельского поселения Тёплый Стан.

## География
Расположено на севере района и области в верховьях реки Кармала, в 4,5 км от границы с Ульяновской областью.
Село находится на стыке автодорог Самара – Димитровград – Ульяновск и Борма – Кошки – Нурлат – Кузайкино (на Альметьевск).
Расстояния — по прямой (и по дороге): с. Тёплый Стан — 7 (10) км, с. Елховка — 16 (19) км, г. Самара — 85 (98) км, г. Тольятти — 78 (110) км. 

## История
В 1780 году, при создании Симбирского наместничества, село Богородское Борма тож, при речке Кармале, ясашных крестьян - 99, пахотных солдат - 14, вошло в состав Самарского уезда.

## Описание
Количество населения по данным органов местного самоуправления — 400 человек (2017).
В селе действуют Борминский филиал Елховской школы, ФАП, дом культуры, отделение почтовой связи. Улицы обеспечены уличным освещением. Имеется автобусное сообщение с Самарой.

## Экономика
Экономически независимое подсобное хозяйство ОАО «АВТОВАЗ».
Ключевой проблемой для населения является нехватка рабочих мест в селе.

## Известные уроженцы
- Рогов, Николай Васильевич (1904—1967) — советский военачальник, генерал-майор.